# 奥斯曼三世
奥斯曼三世（1699年1月2日—1757年10月30日)，是奥斯曼帝国第25任苏丹，兼任哈里发，1754年至1757年在位。

## 生平

### 早年
奥斯曼三世是苏丹穆斯塔法二世与第二位皇后（后成为“皇太后”）谢赫苏瓦尔的儿子，是其前任苏丹马哈茂德一世的弟弟，生于埃迪尔内的皇宫中。
奥斯曼三世在登基前是奥斯曼皇室中的一位普通的默默无闻的皇子。他的大部分生命都是在被软禁的皇宫中渡过的，在成为苏丹之前，他的行为就表现出与众不同的怪癖。

### 统治
奥斯曼三世继位时已经56岁。因为他长期是皇家囚犯，所以他有些神经质。不过，他是一位宽厚仁慈的君主，据说他曾经到民间微服私访。但他的三年短暂统治是因为对非穆斯林不宽容政策的复活和帝都伊斯坦布尔的多场大火而闻名于世的。他在位期间，基督徒和犹太人被要求穿戴与穆斯林不同颜色的衣服和标志以示区别。除此之外，奥斯曼三世的统治乏善可陈，他与其继任者穆斯塔法三世的统治被称为“无关紧要”，不过却是奥斯曼帝国历史上和平时间持续最长的时期，因为当时欧洲列强正在忙于奥地利王位继承战争以及后来的七年战争，暂时无暇东顾。

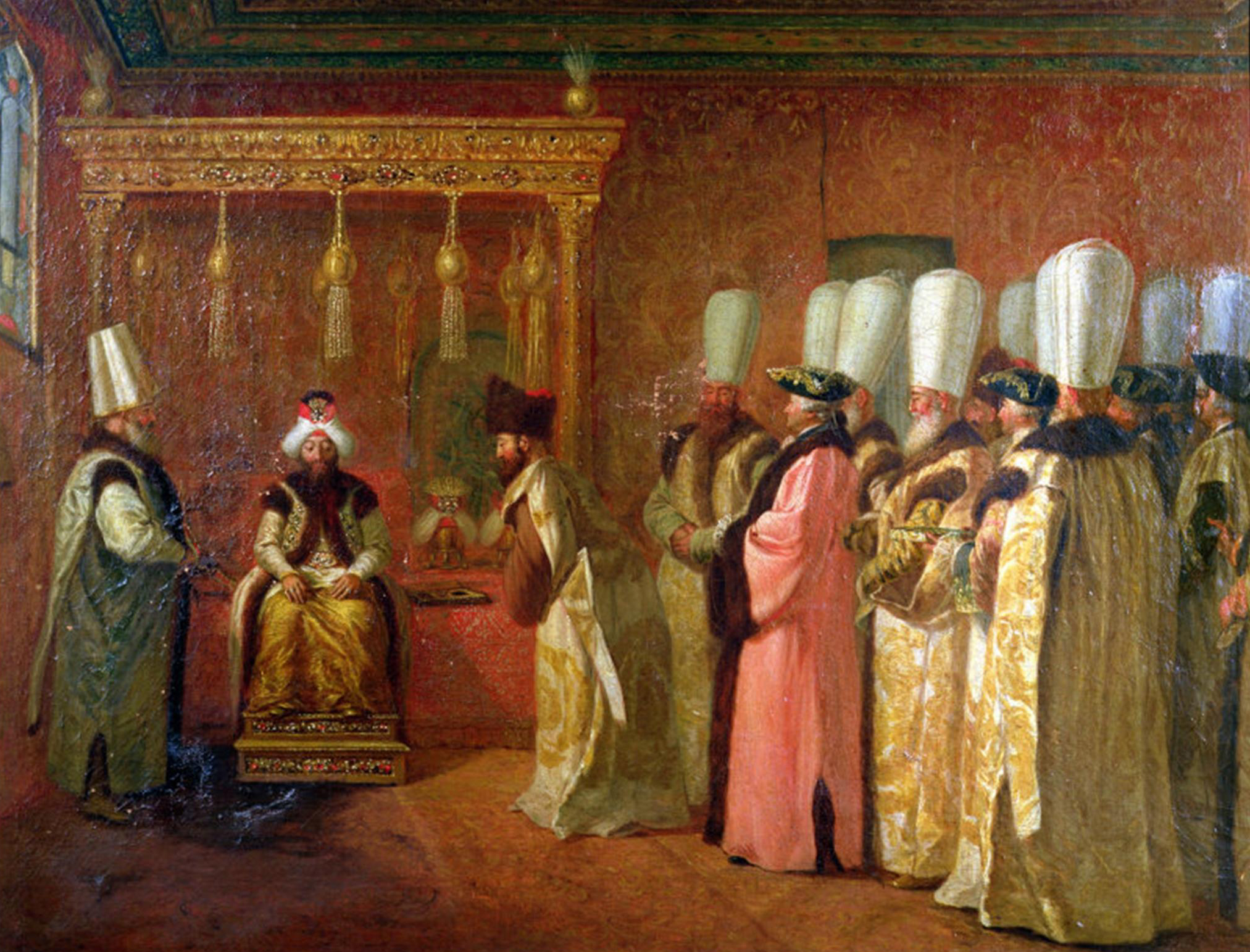
1755年法兰西王国驻奥斯曼帝国大使韦尔热纳伯爵夏尔·格拉维耶觐见苏丹奥斯曼三世。

与前任的苏丹们不同，奥斯曼三世讨厌音乐，即位后甚至把所有的宫廷乐师都赶出了皇宫。同样是曾被关在住有大量妇女的后宫（harem）中的一部分、帝国的皇家监狱（kafes）中，他却厌恶与妇女们的交往。他会穿上铁制的鞋子，女仆们听见他鞋子的声响就知道他来了，然后知趣地散开躲起来，这样他就不会与任何妇女并肩而行了。
奥斯曼三世在帝都伊斯坦布尔的托普卡珀宫归真，死因是脓肿。他生前娶莱拉为皇后，但没有后代，苏丹和哈里发之位由堂弟穆斯塔法三世继承。奥斯曼三世的陵墓就在其前任马哈茂德一世的陵墓旁边。

## 政治
1739年《贝尔格莱德条约》签订，为奥斯曼帝国带来了和平。从罗马尼亚来的难民被安置在新塞尔维亚邦联。奥斯曼帝国在该地区建造了两座城堡以应对与俄罗斯帝国之间可能爆发的战争。
奥斯曼三世在位期间实行和平的外交政策，于1756年接待了普鲁士王国派驻奥斯曼帝国的大使。他在位近三年，换了七次大维齐尔。但奥斯曼三世在位期间，奥斯曼帝国在阿尔及利亚的统治衰落了。为了抵抗马耳他岛的海盗的袭击，奥斯曼帝国在米蒂利岛上建造了城堡和灯塔。

## 建筑
奥斯曼三世在位时期，著名的奴魯奧斯瑪尼耶清真寺建成。

## 大事年表
- 1754年12月13日：马哈茂德一世归真。奥斯曼三世继位。

- 1755年1月11日：金角湾结冰，帝国的臣民们甚至能从伊斯坦布尔海峡的两岸走到对岸。

- 1755年1月22日：奥斯曼三世在艾郁普蘇丹清真寺系上奥斯曼之剑。帝都伊斯坦布尔大火，大火持续了8个小时，烧毁了穆罕默德帕夏巴扎、土耳其浴场和周围建筑。刺骨的寒冬光临伊斯坦布尔，比预料中还早。金角湾被冻住了，通往埃迪尔内的大道被风雪所阻达数月。

- 1755年2月15日：大维齐尔柯塞·巴希尔·穆斯塔法帕夏被免职，财政官海基姆奥卢·阿里帕夏接任。

- 1755年5月18日：大维齐尔海基姆奥卢·阿里帕夏被免职，纳伊利·阿卜杜拉帕夏接任。

- 1755年8月24日：大维齐尔纳伊利·阿卜杜拉帕夏被免职，尼尚哲·伯耶克勒·阿里帕夏接任。

- 1755年9月27日：帝都伊斯坦布尔大火，大火发生在半夜，持续了36个小时。

- 1755年10月25日：大维齐尔尼尚哲·伯耶克勒·阿里帕夏被免职，伊尔米塞基扎德·穆罕默德·赛义德帕夏接任。

- 1755年12月5日：奴魯奧斯瑪尼耶清真寺封顶。

- 1756年4月1日：大维齐尔伊尔米塞基扎德·穆罕默德·赛义德帕夏被免职，柯塞·巴希尔·穆斯塔法帕夏第二次成为大维齐尔。

- 1756年5月：埃及和巴格达爆发了反对奥斯曼帝国的起义。帝国西部军团腐化堕落，反奥斯曼帝国势力开始掠夺军团的财富。俄罗斯帝国和波兰立陶宛联邦为了削弱奥斯曼帝国的影响，开始染指摩尔达维亚。

- 1756年6月：前苏丹艾哈迈德三世的长子穆罕默德因鼠疫在伊斯坦布尔归真，享年42岁。奴魯奧斯瑪尼耶清真寺竣工，举行了落成典礼，并对外开放。

- 1756年7月4日：帝都伊斯坦布尔大火，燒毀77,400戶民宅、34,200間店鋪。

- 1757年1月11日：大维齐尔柯塞·巴希尔·穆斯塔法帕夏第二次被免职，科贾·拉格普·穆罕默德帕夏接任。

- 1757年10月29日：奥斯曼三世归真。

- 1757年10月30日：穆斯塔法三世继位。[7]